# Francesc Rovira i Vilarúbia
Francesc Rovira i Vilarúbia (Sant Hilari Sacalm, Selva, 1835 - Figueres, Alt Empordà, 1900) va ésser un notari que exercí a Banyoles (1862-1067), Bàscara (1867-1875), Amer (1876-1886) i Figueres (1887-1895).
El 1888 signà el Missatge a la Reina Regent i el 1891 presentà esmenes al Projecte de bases per a la constitució regional catalana. Fou designat delegat a les assemblees de Manresa (1892) i Reus (1893).
Conjuntament amb Josep Maria Martí i Julià, iniciaren el moviment catalanista a Figueres i, a partir del 1897, editaren el periòdic L'Almogàver.